# Nadia la femme traquée
Pour plus de détails, voir Fiche technique et Distribution.
Nadia la femme traquée est un film français réalisé par Claude Orval en 1939, sorti en 1942.

## Fiche technique
- Titre : Nadia la femme traquée
- Autre titre : À l'ombre du Deuxième Bureau
- Réalisation : Claude Orval
- Scénario et dialogues : Claude Orval, d'après sa nouvelle
- Photographie : Marc Bujard et Alain Douarinou
- Décors : Jean Douarinou
- Musique : Edouard Flament
- Production : Normandie Films
- Pays d'origine :  France
- Format :  Noir et blanc - 35 mm - Son mono
- Genre : Espionnage
- Durée : 86 minutes
- Date de sortie : France - 7 janvier 1942

## Distribution
- Pierre Renoir : Daminoff
- Mireille Perrey : Nadia
- Roger Duchesne : André Varony
- Pierre Stephen : Pierre Loiselet
- Jean Galland : Serge Vrony
- Jacques Varennes : Rouaumont
- Elisa Ruis : Evelyne
- Georges Paulais : Albert
- Lucas Gridoux : Carl
- Jacques Henley : le chef du Deuxième Bureau